# Lillehammer GP
Le Lillehammer GP est une course cycliste sur route masculine, disputée sous la forme d'une course d'un jour en Norvège. Il fait partie du calendrier de l'UCI Europe Tour en catégorie 1.2.
La course fait partie de l'Uno-X Development Weekend qui a lieu fin août et début septembre dans les provinces du Hedmark et d'Oppland en Norvège. Il comprend trois courses : le Hafjell GP, le Lillehammer GP et Gylne Gutuer.

## Palmarès
| Année | Vainqueur           | Deuxième         | Troisième              |                  |
| ----- | ------------------- | ---------------- | ---------------------- | ---------------- |
| 2018  | Alexander Kamp      | Andreas Stokbro  | Cees Bol               |                  |
| 2019  | Niklas Larsen       | Kristian Aasvold | Julian Mertens         |                  |
| 2020  | Andreas Leknessund  | Torstein Træen   | Andreas Staune-Mittet  |                  |
| 2021  | Idar Andersen       | Gianni Marchand  | Lucas Eriksson         |                  |
| 2022  | Magnus Bak Klaris   | Josh Kench       | Torstein Træen         |                  |
| 2023  | Christian Lindquist | Johannes Kulset  | Eivind Broholt Fougner |                  |
| 2024  | annulé/abandonné    | annulé/abandonné | annulé/abandonné       | annulé/abandonné |

## Victoires par pays
| Pays     | Victoires |
| Danemark | 3         |
| Norvège  | 2         |